# Danh sách bộ phim hoạt hình Việt Nam
Dưới đây là danh sách bộ phim hoạt hình Việt Nam được sắp xếp theo thứ tự thập niên:

## Thập niên 1950–1960
| - Trời sắp mưa (1959) - Đáng đời thằng Cáo (1960) - Con một nhà (1961) - Chú Thỏ đi học (1962) - Bi Bô và Hòa (1962) - Chiếc vòng bạc (1962) - Cây đa chú cuội (1962) - Một ước mơ (1963) - Bông hoa năm cánh (1963) - Hòn đảo kỳ lạ (1963) - Một ước mơ (1963) - Giấc mơ hoa - Bõm - Cây khế - Đêm trăng Rằm (1964) - Binh ong - Mưu chống càn (1964) | - Em bé nông dân và con hổ - Em bé hái củi và chú Hươu con - Mèo Con (1965) - Bài ca trên vách núi (1967) - Con sáo biết nói (1967) - Em làm thợ xây (1967) - Những chiếc áo ấm (1968) |

## Thập niên 1970–1980
| - Chuyện ông Gióng (1970) - Cô bé và lọ hoa (1971) - Em bé giỏi Địa lý (1971) - Chú đất nung - Câu chuyện Thỏ Ngọc - Cá Sấu ngứa răng - Ong, Bướm, Kiến (1972) - Gà trống hoa mơ (1973) - Con khỉ lạc loài (1973) - Rồng lửa Thăng Long (1973) - Chèo Bẻo và Diều Hâu (1973) - Mầm lá xanh (1973) - Lật Đật và Phồng Phềnh (1973) - Bàn tay khổng lồ (1973) - Rừng hoa (1974) - Đèn hoa chuối (1974) | - Tôm nhỏ và Hải Quỳ - Con kiến và hạt gạo - Thạch Sanh (1976) - Cún con thực hiện nhiệm vụ (1979) - Ông Trạng thả diều (1981) - Quà biếu (1981) - Bước ngoặt (1982) - Ai cũng phải sợ (1983) - Sự tích con muỗi - Ai mua hành tôi - Cây sừng Hươu Sao - Quả trứng lưu lạc |

## Thập niên 1990–2000
| - Dũng sĩ Đăm Dông - Bộ đồ nghề nổi giận - Người thợ chạm tài hoa (1992) - Quỷ núi và tình yêu (1993) - Bức tranh tặng mẹ (1993) - Trê Cóc (1993) - Ông tướng canh đền (1993) - Phép lạ hồi sinh (1994) - Chim Ri và Tu Hú - Cất nhà giữa hồ - Làm thế nào để thơm như hoa - Một cuộc thi hoa hậu (1995) - Cái ô đỏ (1999) - Lão Nhím lông xù (2000) - Chiếc khăn lụa xanh (2000) - Mặt trời của bé (2000) - Em bé và sóc con (2000) - Báu vật của nhái hoa (2000) - Cái mào của gà trống (2000) - Tiếng gọi của bầu trời (2000) - Chú voi Rốc (2000) - Đổi chân (2000) - Chú bé photo (2000) - Chú gà cánh tiên (2000) - Sự tích rước đèn Trung thu (2000) - Thỏ và Sói (2000) - Xe đạp (2000) - Sự tích cái nhà sàn (2000) - Xe đạp và ô tô (2002) - Chuyện hai chiếc bình (2003) - Cuộc phiêu lưu của Ong Vàng (2003) - Ai là nhà vô địch ? (2003) - Võ Việt Nam (2003) - Chuyện những đôi giày (2003) - Đi tìm hạnh phúc (2003) - Một cuộc đua tài (2004) - Chú gà đất - Chiếc giếng thời gian (2005) - Cuộc sống - Tít và Mít (2005) - Giấc mơ của Ếch Xanh (2005) - Ếch chia trăng (2005) - Lá cây và lông vũ (2005) - Chuyện cổ Loa thành (2005) | - Hai chú dế mèn (2006) - Hiệp sĩ Trán Dô (2006) - Hai nửa trái tim (2006) - Ve Vàng và Dế Lửa (2007) - Chú bé đánh giày (2007) - Vào hang kiến (2007) - Thám tử 004 (2007) - Giai điệu mùa xuân (2007) - Ngân hàng thời gian (2007) - Mèo gầy gác kho (2007) - Trên giá sách (2007) - Chiếc đèn đẹp nhất (2009) - Cồ và Chíp (2009) - Câu chuyện mùa đông (2009) - Lu và Bun (2009) - Bộ ba hoàn hảo (2009) - Thung lũng cỏ vàng (2009) - Thỏ và Rùa (2009) - Hột vịt lộn (2009) - Có một chú cóc con (2009) - Dưới một mái nhà (2009) - Truyền thuyết dòng Đa Rơ Ga (2009) - Những chú cá lạc đàn (2009) - Sự tích Đảo Bà (2009) - Phi đội chuồn chuồn (2009) - Mẹo vặt (2009) - Chim Cút làm tổ (2009) - Nhiệm vụ tháng Tư (2009) - Ước mơ của Bi (2009) - Trời cũng phải đánh - Chó Đốm |

## Thập niên 2010
| - Cánh diều họa mi (2010) - Người con của Rồng (2010) - Cầu vồng chắn mưa (2010) - Gã mèo mướp (2010) - Trên ngọn cây (2010) - Một cuộc đua tài (2004) - Chiếc lá (2010) - Tình bạn (2010) - Sơn Tinh - Thủy Tinh (2010) - Ai là đồ ngốc ? (2010) - Đi tìm hạnh phúc (2003) - Hiệp sĩ áo xanh (2010) - Chú cóc xám (2010) - Cổ vật đêm rằm (2010) - Giấc mơ Loa thành (2010) - Quà tặng cuộc sống (2010) - Truyền thuyết về những con sóng đại dương (2010) - Quyết định lịch sử (2011) - Vũ điệu ánh sáng (2011) - Dưới bóng cây (2011) - Hiệp sĩ Rồng (2011) - Khu đầm có cánh (2011) - Xin chào Bút Chì (2011) - Chiếc cầu xoay (2011) - Chiếc lông công (2011) - Quái vật hồ sen (2011) - Trẻ con là thế đấy (2011) - Năm điều phạt (2011) - Cô bé bán diêm (2011) - Anh em cá heo (2011) - Cá chép máy (2011) - Ước mơ cây đàn (2011) - Lớp học Bồ Câu (2012) - Những hiệp sĩ Xanh (2012) - Voi Cà Chua và chim sẻ Su Su (2012) - Giấc mơ chim én (2012) - Trần Quốc Toản (2012) | - Truyền thuyết hoa hướng dương (2012) - Linh miêu (2012) - Bò vàng (2012) - Cái vỏ chuối (2012) - Đôi cánh (2012) - Khoảng trời (2012) - Càng to – càng nhỏ (2012) - Món khoái khẩu (2012) - Tài biết bay của ếch (2012) - Bù nhìn rơm (2012) - Búp bê thiên thần (2012) - Đôi bạn (2012) - Cây sừng của Hươu Sao (2013) - Anh chàng số 9 (2013) - Một ngày đáng nhớ (2013) - Anh và em (2013) - Cái đuôi của thằn lằn (2013) - Mặt nạ (2014) - Những mảnh ghép (2014) - Cái ổ gà (2014) - Người cha (2014) - Bố của gà con (2014) - Đeo lục lạc cho mèo (2014) - Bình yên ở trên lưng (2015) - Bông hoa mặt trời (2015) - Chuyện ở trang trại (2015) - Một lần đào ngũ (2016) - Sóc nâu đáng yêu (2016) - Truyền thuyết chiếc khăn phiêu (2017) - Sự tích hoa phượng (2017) - Cậu bé Ma-nơ-canh (2017) - Awaken (2017) - Biệt Đội iOn Bạc (2018) - Đại Vương, Xin Hãy Tiết Chế (2019) - Tàn Thể (2019) |

## Thập niên 2020
- Hoạt hình con Thỏ (2021)